# Parageron aurata
Parageron aurata är en tvåvingeart som först beskrevs av Fabricius 1794.  Parageron aurata ingår i släktet Parageron och familjen svävflugor. Inga underarter finns listade i Catalogue of Life.